# Акарија Розарија (Катанцаро)
Акарија Розарија (итал. Accaria Rosaria) је насеље у Италији у округу Катанцаро, региону Калабрија.
Према процени из 2011. у насељу је живело 308 становника. Насеље се налази на надморској висини од 564 м.